# Fagopyrum
Genre
Fagopyrum est un genre de plantes herbacées de la famille des Polygonacées, comprenant notamment Fagopyrum esculentum, espèce cultivée sous le nom de sarrasin pour ses graines assimilées à des céréales.

## Principales espèces
- Fagopyrum dibotrys, syn. F. cymosum, l'épinard d'Asie
- Fagopyrum esculentum Moench, le sarrasin ou blé noir
- Fagopyrum tataricum (L.) Gaertn., le sarrasin de Tartarie
- Fagopyrum emarginatum (Roth) Meisner, le sarrasin du Népal

## Liste d'espèces
Selon Catalogue of Life (15 janvier 2020) :

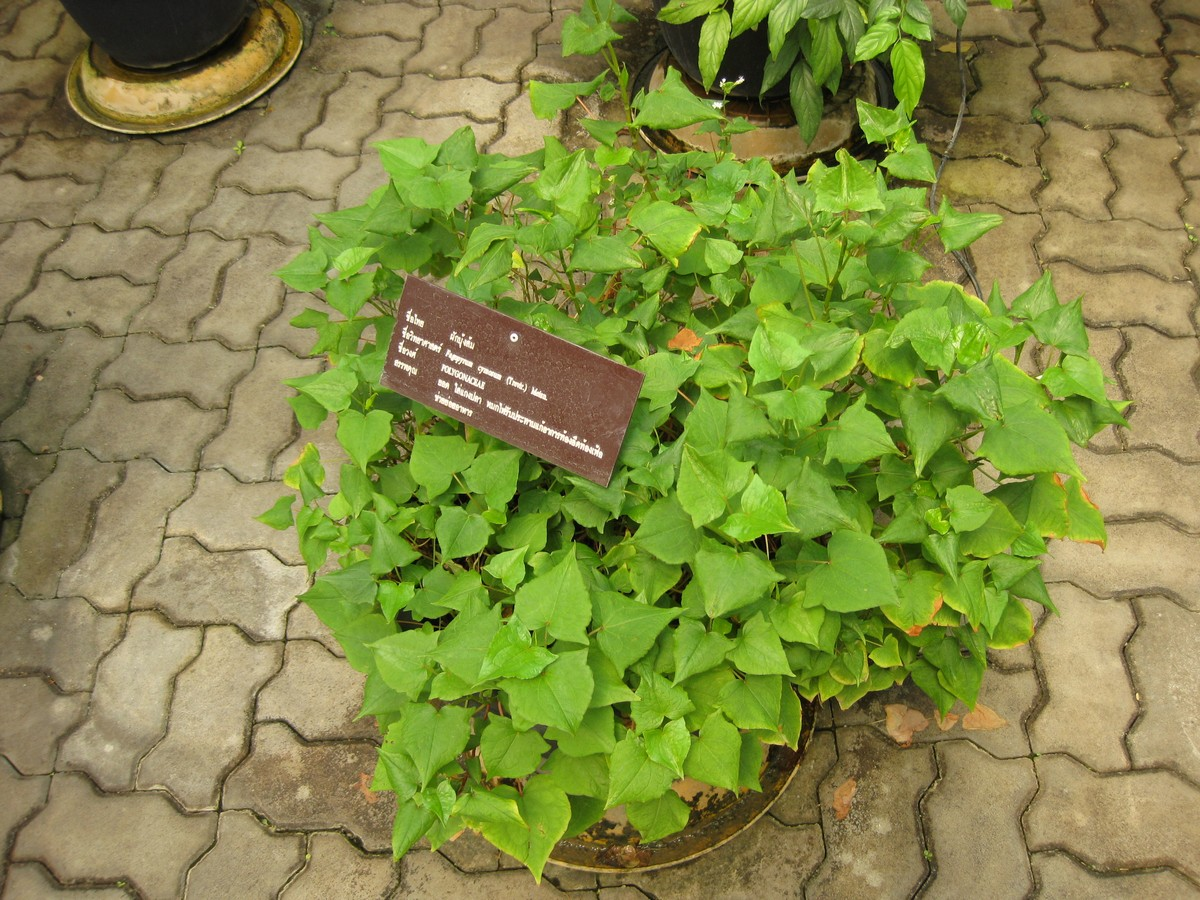
Fagopyrum cymosum, Jardin botanique de la reine Sirikit, Thaïlande

- Fagopyrum acutatum (Lehm.) Mansf. ex K. Hammer
- Fagopyrum callianthum Ohnishi
- Fagopyrum capillatum Ohnishi
- Fagopyrum caudatum (Sam.) A. J. Li
- Fagopyrum crispatifolium J. L. Liu
- Fagopyrum densivillosum J. L. Liu
- Fagopyrum esculentum Moench
- Fagopyrum gilesii (Hemsl.) Hedb.
- Fagopyrum gracilipedoides Ohsako & Ohnishi
- Fagopyrum gracilipes (Hemsl.) Dammer
- Fagopyrum hailuogouense J. R. Shao, M. L. Zhou & Qian Zhang
- Fagopyrum homotropicum Ohnishi
- Fagopyrum jinshaense Ohsako & Ohnishi
- Fagopyrum kashmirianum A. H. Munshi
- Fagopyrum leptopodum (Diels) Hedb.
- Fagopyrum lineare (Sam.) K. Haraldson
- Fagopyrum longzhoushanense J. R. Shao
- Fagopyrum luojishanense J. R. Shao
- Fagopyrum macrocarpum Ohsako & Ohnishi
- Fagopyrum megacarpum Hara
- Fagopyrum pleioramosum Ohnishi
- Fagopyrum pugense T. Yu
- Fagopyrum qiangcai D. Q. Bai
- Fagopyrum rubrifolium Ohsako & Ohnishi
- Fagopyrum snowdenii (Hutch. & Dandy) S. P. Hong
- Fagopyrum statice (Leveille) Gross
- Fagopyrum tataricum (L.) Gaertn.
- Fagopyrum tibeticum (A. J. Li) Adr. Sanchez & Jan. M. Burke
- Fagopyrum urophyllum Gross
- Fagopyrum wenchuanense J. R. Shao

Selon The Plant List (15 janvier 2020) :
- Fagopyrum acutatum (Lehm.) Mansf. ex K.Hammer
- Fagopyrum callianthum Ohnishi
- Fagopyrum capillatum Ohnishi
- Fagopyrum caudatum (Sam.) A.J.Li
- Fagopyrum crispatifolium J.L.Liu
- Fagopyrum densivillosum J.L.Liu
- Fagopyrum esculentum Moench
- Fagopyrum gilesii (Hemsl.) Hedberg
- Fagopyrum giraldii (Dammer & Diels) Haraldson
- Fagopyrum gracilipedoides Ohsako & Ohnishi
- Fagopyrum gracilipes (Hemsl.) Dammer
- Fagopyrum homotropicum Ohnishi
- Fagopyrum jinshaense Ohsako & Ohnishi
- Fagopyrum kashmirianum Munshi
- Fagopyrum kuntzei Beck
- Fagopyrum leptopodum (Diels) Hedberg
- Fagopyrum lineare (Sam.) Haraldson
- Fagopyrum macrocarpum Ohsako & Ohnishi
- Fagopyrum megacarpum H.Hara
- Fagopyrum pleioramosum Ohnishi
- Fagopyrum pugense T.Yu
- Fagopyrum rubrifolium Ohsako & Ohnishi
- Fagopyrum statice (H.Lév.) Gross
- Fagopyrum tataricum (L.) Gaertn.
- Fagopyrum urophyllum (Bureau & Franch.) Gross
- Fagopyrum zuogongense Q.F.Chen

Selon Tropicos (15 janvier 2020) (Attention liste brute contenant possiblement des synonymes) :
- Fagopyrum acutatum (Lehm.) Mansf. ex K. Hammer
- Fagopyrum baldschuanicum (Regel) Gross
- Fagopyrum bonatii (H. Lév.) H. Gross
- Fagopyrum carinatum Moench
- Fagopyrum caudatum (Sam.) A.J. Li
- Fagopyrum cereale Raf.
- Fagopyrum chinense Raf.
- Fagopyrum ciliatum Jacq.-Fél.
- Fagopyrum convolvulus (L.) H. Gross
- Fagopyrum crispatifolium J.L. Liu
- Fagopyrum cymosum (Trevir.) Meisn.
- Fagopyrum cynanchoides (Hemsl.) H. Gross
- Fagopyrum dametorum Schreb.
- Fagopyrum densovillosum J.L. Liu
- Fagopyrum dentatum Moench
- Fagopyrum dibotrys (D. Don) H. Hara
- Fagopyrum dryandrii Fenzl
- Fagopyrum dumetorum (L.) Schreb.
- Fagopyrum emarginatum (Roth) Meisn.
- Fagopyrum esculentum Moench
- Fagopyrum gilesii (Hemsl.) Hedberg
- Fagopyrum giraldii (Dammer & Diels) Haraldson
- Fagopyrum gracilipedoides
- Fagopyrum gracilipes (Hemsl.) Dammer ex Diels
- Fagopyrum grossii (H. Lév.) H. Gross
- Fagopyrum jinshaense
- Fagopyrum kashmirianum Munshi
- Fagopyrum leptopodum Hedberg
- Fagopyrum lineare (Sam.) Haraldson
- Fagopyrum mairei (H. Lév.) H. Gross
- Fagopyrum megacarpum H. Hara
- Fagopyrum megaspartanium Q.F. Chen
- Fagopyrum membranaceum Moench
- Fagopyrum mogongense Q.F. Chen
- Fagopyrum multiflora (Thunb.) I. Grinţ.
- Fagopyrum multiflorum (Thunb.) I. Grinţ.
- Fagopyrum odontopterum H. Gross
- Fagopyrum pauciflorum (Maxim.) H. Gross
- Fagopyrum perfoliatum (L.) Raf.
- Fagopyrum pilus Q.F. Chen
- Fagopyrum pleioramosum Ohnishi
- Fagopyrum pugense T. Yu
- Fagopyrum qiangcai D.Q. Bai
- Fagopyrum rotundatum Bab.
- Fagopyrum sarracenicum Dumort.
- Fagopyrum scandens (L.) H. Gross
- Fagopyrum snowdenii (Hutch. & Dandy) S.P. Hong
- Fagopyrum statice (H. Lév.) H. Gross
- Fagopyrum subdentatum Gilib.
- Fagopyrum suffruticosum F. Schmidt
- Fagopyrum tataricum (L.) Gaertn.
- Fagopyrum triangulare Meisn. ex Wall.
- Fagopyrum urophyllum (Bureau & Franch.) H. Gross
- Fagopyrum volubile Gilib.
- Fagopyrum vulgare T. Nees
- Fagopyrum wenchuanense H. Shao
- Fagopyrum zuogongense Q.F. Chen
- Fagopyrum ×kuntzei Beck